# 中国人民解放军陆军合成第五旅
合成第五旅（英語：5th Combined Arms Brigade），又称“两栖劲旅”，是中国人民解放军陆军第七十二集团军下辖的一个两栖合成旅，驻地浙江省杭州市。

## 历史概述
2017年，两栖机械化第一师拆分出第二团和装甲团组成两栖合成第五旅，即本旅，编制上仍归属第七十二集团军。

## 沿革
参考资料：
| 部隊番號                       | 使用時期                   |
| 第一师第二团                   | 第一师第二团               |
| ------------------------------ | -------------------------- |
| 中國工農紅軍第二軍團第五师     | 1930年7月4日-1937年8月     |
| 八路军第七一五团               | 1937年8月-1947年5月        |
| 西北野战军第七一五团           | 1947年5月-1949年2月        |
| 中國人民解放軍第一師第二团     | 1949年2月-1960年1月        |
| 陆军第一师步兵二团             | 1960年1月-1985年9月        |
| 摩托化步兵第一師第二团         | 1985年9月-1998年10月       |
| 两栖机械化步兵第一師第二团     | 1998年10月-2017年4月       |
| 第一师装甲团                   |                            |
| 战车第二十六师第五十一团       | 1950年8月30日-1952年4月    |
| 华东军区海军水陆坦克团         | 1952年4月-1953年4月        |
| 海军陆战师水陆坦克团           | 1953年4月-1957年12月       |
| 华东军区守备第十一师水陆坦克团 | 1957年12月-1967年8月       |
| 中央军委直属独立坦克第四团     | 1967年8月-1969年8月29日    |
| 坦克第十师第三十七团           | 1969年8月29日-1976年1月7日 |
| 陆军第一军坦克团               | 1976年1月7日-1985年9月     |
| 摩托化步兵第一师坦克团         | 1985年9月-1998年10月       |
| 两栖机械化步兵第一师装甲团     | 1998年10月-2017年4月       |
| 独立成旅（合成第五旅）         |                            |
| 合成第五旅                     | 2017年4月至今              |

## 荣誉
- 红军团：前步兵第二团，现为本旅主体
- 硬骨头六连，英雄硬六连：前步兵第一团第六连
- 坚守英雄连：前步兵第二团三连